# Xiphosomella quadrator
Xiphosomella quadrator är en stekelart som först beskrevs av Fabricius 1804.  Xiphosomella quadrator ingår i släktet Xiphosomella och familjen brokparasitsteklar. Inga underarter finns listade i Catalogue of Life.